# Diaz Arena
El Diaz Arena hasta 2016 llamado Albertpark Stadion y posteriormente Versluys Arena es un estadio de fútbol ubicado en el distrito de Mariakerke en la ciudad de Oostende, Provincia de Flandes Occidental, en Bélgica. El estadio, construido en 1934, fue completamente remodelado en 2016 llegando su capacidad a 8432 asientos, y posee sus tribunas completamente cubiertas, cumpliendo las exigencias de la liga. 
Es utilizado principalmente para el fútbol y desde 1981 era el campo del KV Oostende, club que desapareció el 14 de mayo de 2024 por problemas financieros.